# Row Island
Row Island ist eine kleine Insel von weniger als 1,5 km Durchmesser in der Gruppe der ostantarktischen Balleny-Inseln. Sie liegt unmittelbar vor dem südöstlichen Ende von Young Island.
Der britische Seefahrer John Balleny berichtete 1839 von einer 16 km nördlich von Young Island gelegene Insel. Er benannte diese nach J. Row, neben Charles Enderby (1798–1876) einer von insgesamt sieben britischen Kaufleuten, welche Ballenys Antarktisexpedition (1838–1839) finanzierten. Da diese vermeintliche Insel nicht identifiziert werden konnte, wurde der Name auf die hier beschriebene Insel übertragen, die 1936 im Rahmen der Discovery Investigations von der Besatzung der RRS Discovery II entdeckt worden war.